# Ilja Monti
Ilja Monti (* 2005 in Rüdersdorf) ist ein deutscher Nachwuchs-Geiger und Schauspieler.

## Werdegang
Monti erhielt seinen ersten Geigenunterricht im Alter von fünf Jahren. Er wirkt im Sinfonieorchester seiner Schule mit und war mehrfach Preisträger beim Wettbewerb Jugend musiziert. Außerdem spielt er Violine im Bundesjugendorchester. 2019 wirkte er in dem Filmdrama Das Vorspiel in der Rolle des talentierten Geigenspielers Alexander Paraskevas in einer der Hauptrollen mit. Dabei wird er von der von Nina Hoss verkörperten Musiklehrerin Anna Bronsky teils mit Gewalt zu einer musikalischen Karriere gedrillt.

## Filmografie
- 2019: Das Vorspiel

## Auszeichnungen
- 2019: 1. Platz im Fach Geige Solo beim Bundeswettbewerb Jugend musiziert[4]